# Gemeinde Kuzma
Kuzma (deutsch: Bonisdorf) ist der Name einer Gemeinde und ihrer namensgebenden Ortschaft in Goričko, dem hügeligen Teil der historischen Region Prekmurje in Slowenien.

## Geografie
Die Kommune nimmt den nordwestlichen Bereich des Hügel- und Grabenlandes von Goričko ein und liegt unmittelbar am Dreiländereck zwischen Slowenien, Österreich und Ungarn. Das Gemeindegebiet erstreckt sich über eine Fläche von ca. 22,9 km² und grenzt an das österreichische Burgenland, an das ungarische Komitat Vas/Eisenburg und an die slowenischen Gemeinden Gornji Petrovci, Grad und Rogašovci.
Die Gemeinde Kuzma umfasst den bewaldeten Bereich um den Oberlauf des Lukaj-Baches mit seinen zahlreichen Quellgewässern bis zur Wasserscheide von Mur und Raab und setzt sich aus folgenden fünf Ortschaften zusammen:
- Dolič (ung. Völgyköz, dt. Niedergrablen)
- Gornji Slaveči (ung. Felsőcsalogány, dt. Ober Slabitsch)
- Kuzma (ung. Kuzma, dt. Bonisdorf)
- Matjaševci (ung. Szentmátyás)
- Trdkova (ung. Türke, dt. Türkau)[3]

Die Gemeindegemarkung ist sehr abwechslungsreich; in den Niederungen und entlang der Bachläufe, in Höhen von 250 bis 300 m, wechseln sich Wiesen und Äcker ab. An sanft abfallenden Hängen und Berglehnen bis 350 m werden Getreide, Mais und Kartoffeln angebaut. Vereinzelt sind auch Weingärten für den Hausgebrauch angelegt. Viele Obstbäume, Büsche und Hecken lockern die Anbauflächen auf. Die Höhen, Vreje 381 m, Zalka 362 m und das Dreiländereck Tromejnik 390 m, als höchste Erhebung der Gemeinde, sind bewaldet. Das gesamte Gemeindegebiet gehört dem Dreiländerpark Raab-Goričko-Őrség an.

## Nachbargemeinden
|           | Österreich                                  |                 |
| Rogašovci | Kompassrose, die auf Nachbargemeinden zeigt | Gornji Petrovci |
|           | Grad                                        |                 |

## Geschichte

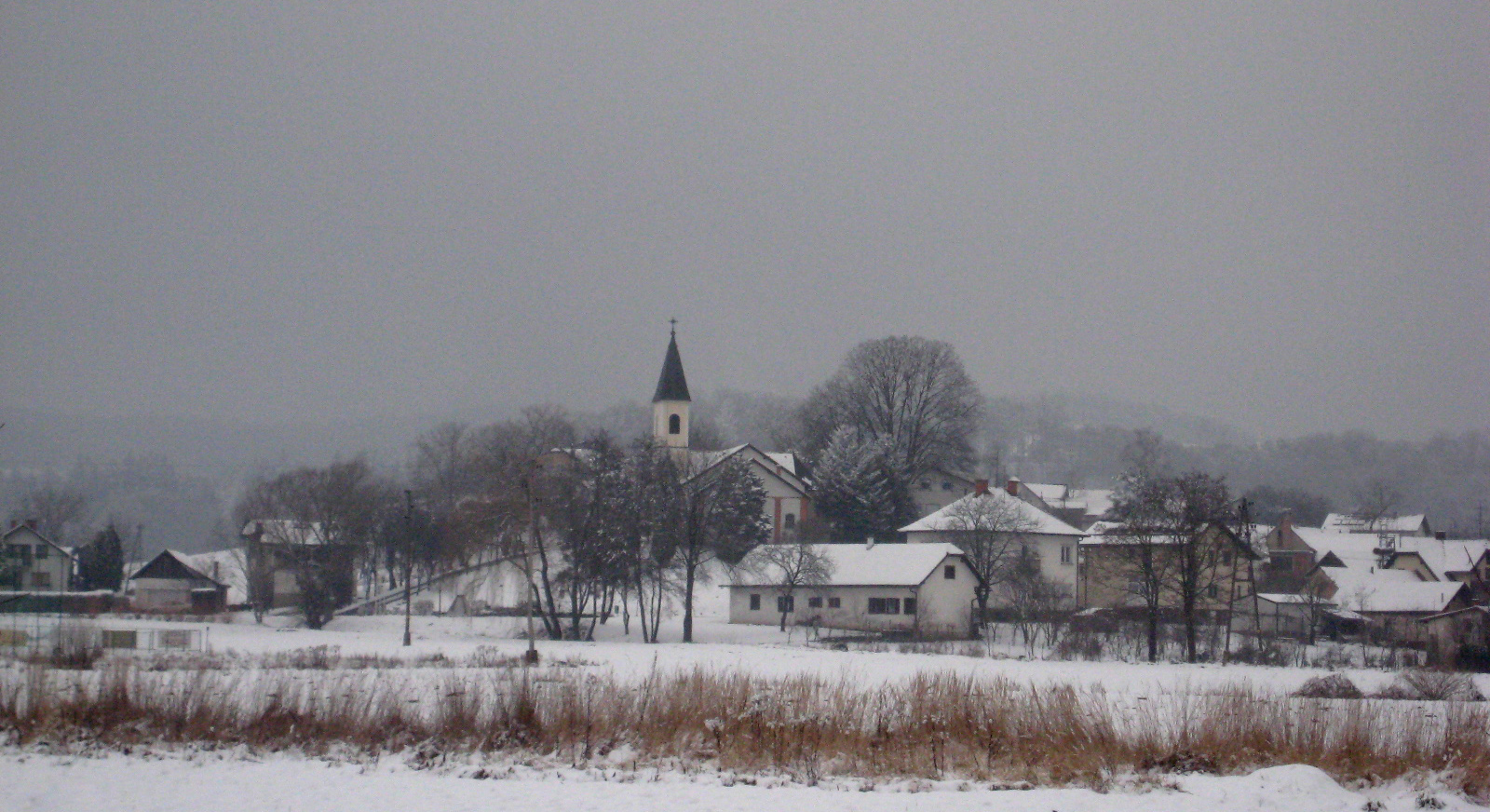
Kuzma

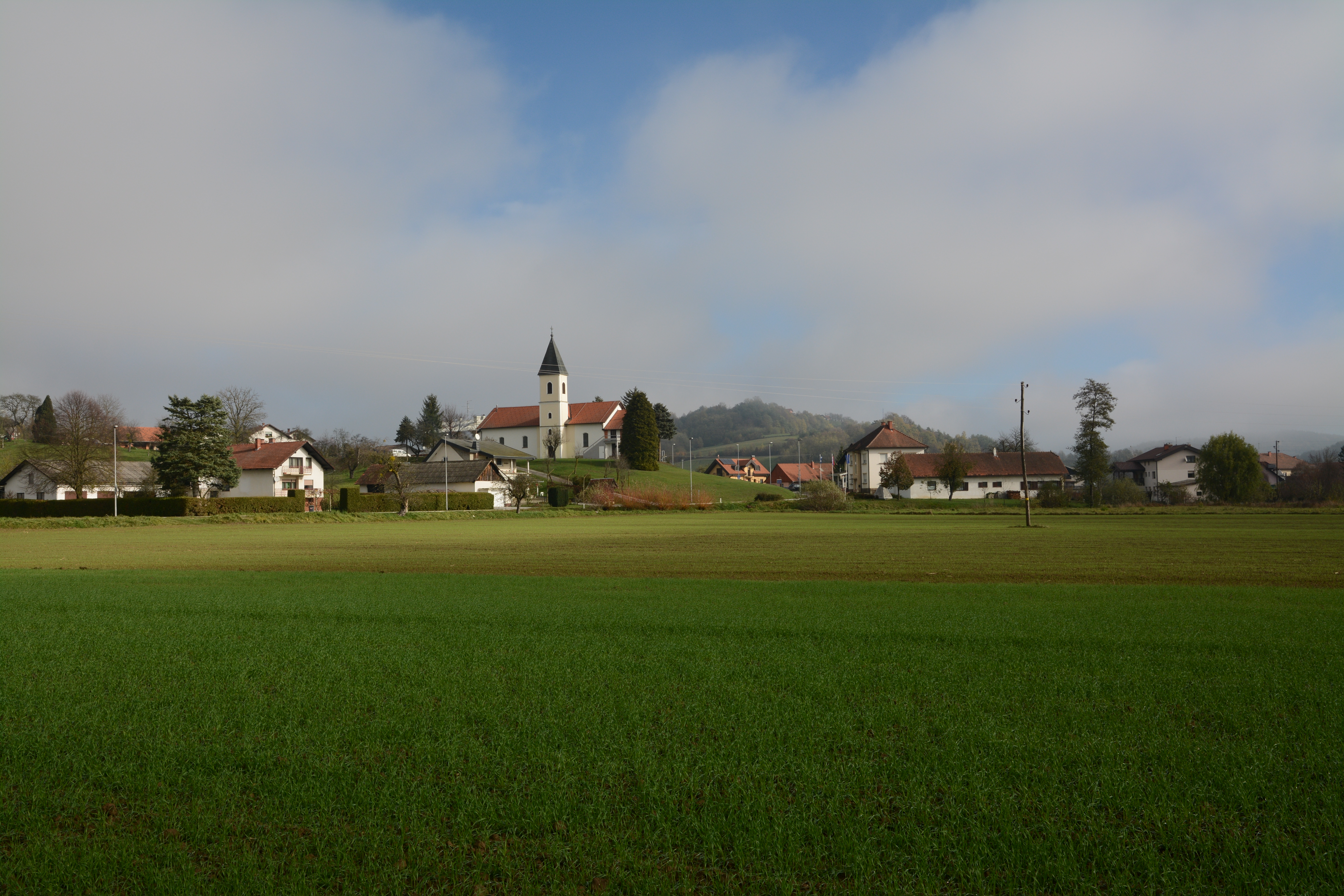
Kuzma

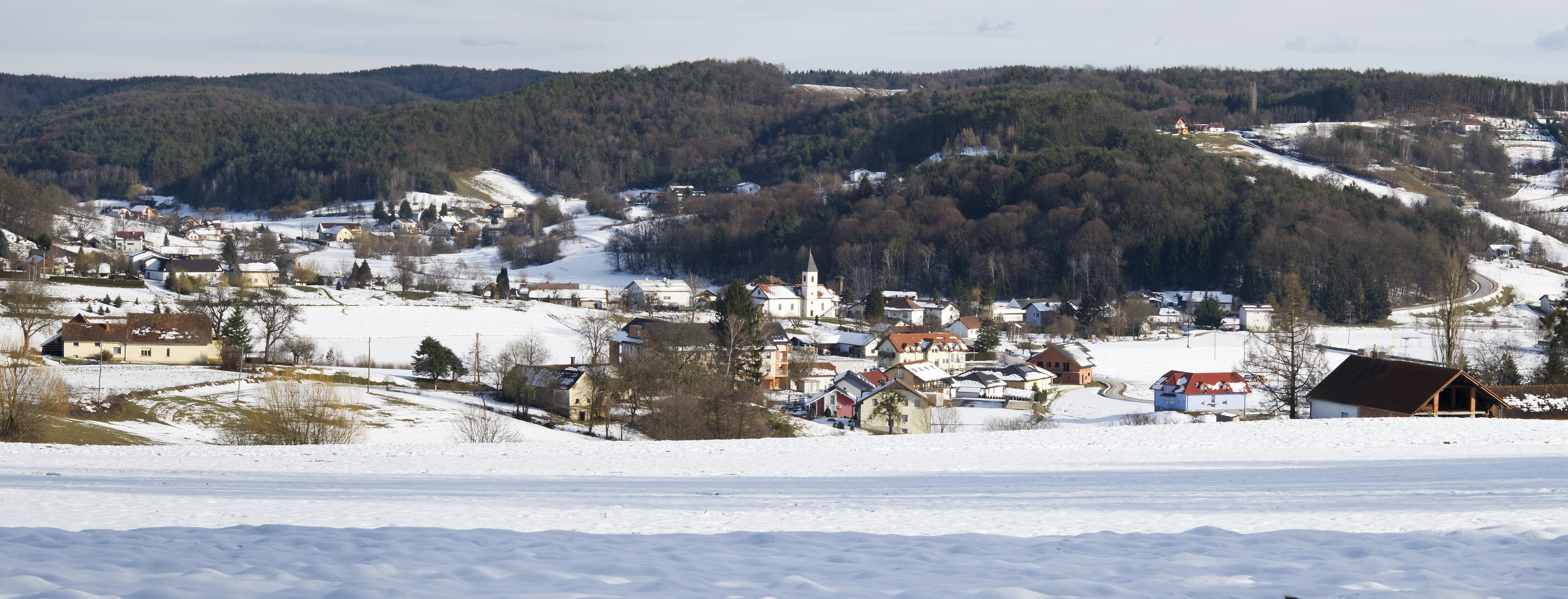
Die Ortschaft Kuzma

Der Ort wird erstmals im Jahre 1387 urkundlich mit Zalocha und Zaloucha genannt und gehörte zur Herrschaft Dobra, dem heutigen Neuhaus am Klausenbach im südlichen Burgenland. Mit dem Erwerb dieser Herrschaft im genannten Jahr rundeten die Széchy ihren Besitz in der Region ab, denn schon 1365 waren sie Herren von Burg und Herrschaft Felsölendva (heute Grad) geworden.
Im 15. Jahrhundert soll die Ansiedlung eine Kapelle erhalten haben, die dann den Brüdern Cosmas und Damian geweiht wurde. Im Urbar der Herrschaft Dobra/Neuhaus von 1697 wird das Dorf unter 26 verzeichneten Ortschaften genannt. Die Herrschaft war zu diesem Zeitpunkt im Besitz der Familie Batthyány.
In einem Protokoll des Bistums Győr/Raab wird die Siedlung 1698 mit Szent Kozma bezeichnet und die Dorfkirche Sankt Cosmas und Damian als Filialkirche der Pfarre Felsölendva/Grad erwähnt. Die Filialkirche war Seelsorgezentrum für die Bevölkerung der Orte Fölsö et alsó Dolics/Dolič, Mattyásocz/Matjaševci und Szent Kozma/Kuzma.
Im Jahre 1890 wird das Dorf amtlich Kuzma bezeichnet und hatte 407 Einwohner, davon bekannten sich 297 als Slowenen, 88 als Deutsche, 4 als Ungarn, 18 gaben eine andere Nationalität an. Der Ort gehörte zum Bezirk Muraszombat (heute Murska Sobota) des Komitats Eisenburg/Vas.
Der Vertrag von Trianon schlug das Dorf dem Königreich SHS zu. Für den nun amtlich Kuzdoblanje genannten Ort wurden bei der Volkszählung am 31. Januar 1921 folgende Daten ermittelt: 471 Slowenen, 83 Ungarn und einer anderen Ethnie; von diesen 555 Bewohnern bekannten sich 362 zum katholischen und 193 zum evangelischen Glauben.
Bei der Zählung im Jahre 1931 wurden 549 Einwohner ermittelt, im Jahre 1961 waren es 532 und für das Jahr 1971 sind folgende Zahlen bekannt: 500 Einwohner, 109 Häuser, 112 Haushalte und 385 Dorfbewohner, die von Einkünften aus der Landwirtschaft lebten.